# 남목고등학교
남목고등학교(南牧高等學校)는 대한민국 울산광역시 동구 서부동에 있는 공립 고등학교이다.

## 학교 연혁
- 2007년 12월 27일 : 남목고등학교 24학급 설립 인가
- 2008년 3월 1일 : 초대 조용대 교장 부임
- 2008년 3월 5일 : 제1회 신입생 301명 입학
- 2010년 2월 8일 : 교육과정 자율학교 지정(2010~2015년까지)
- 2014년 3월 1일 : 선진형교과교실제 운영 시작
- 2018년 9월 1일 : 제5대 김수영 교장 부임
- 2018년 12월 12일 : 2019년 고교학점제 연구학교 선정
- 2019년 8월 12일 : 2019년 고교학점제 시범지구 선정
- 2023년 9월 1일 : 제7대 이동욱 교장 취임
- 2025년 1월 8일 : 제15회 졸업식(졸업생 205명, 졸업생 누계 3,508명)
- 2025년 3월 4일 : 제18회 신입생 221명 입학

## 참고 자료
- 남목고등학교 - 한국교육학술정보원 학교알리미